# Технически колеж „Джон Атанасов“
Технически колеж „Джон Атанасов“ е изнесена структурата на Техническия университет, София в град Пловдив, която е обучавала специалисти за нуждите на индустрията в Пловдив и Южна България. Колежът е закрит през 2010 г.

## История
Колежът е основан като Институт по машиностроене и електротехника през 1986 г. със Заповед № РД-14-14 на основание Постановление №24 от 20 май 1986 г. като Техникум над средно образование (ТНСО), интегриран с ВМЕИ – София.

С Постановление № 52 от 9 ноември 1989 г. ТНСО се преустройва в Полувисш институт по машиностроене и електротехника, интегриран с ВМЕИ – София.
Съгласно приетия през 1995 г. Закон за Висше образование, ИМЕ – Пловдив се преобразува във висше училище с наименование Технически колеж по машиностроене и електротехник в структурата на Технически университет – София със статут на юридическо лице. Съветът на Колежа на свое заседание възприема идеята за наименование на Колежа на името на световноизвестния учен – изобретател проф. д-р Джон – Винсент Атанасов.
През 2005 г. колежът минава на оперативно ръководство от Филиала на Техническия университет в Пловдив. През 2010 г. учебното заведение е закрито като на студентите е дадено право да продължат обучението си в съответните специалности на пловдивския филиал на университета.

## Специалности
Обучавани са студенти по следните специалности:
- Автоматика, информационна и управляваща техника
- Електроенергетика и електрообзавеждане
- Електроника
- Електротехника
- Компютърни системи и технологии
- Комуникационна техника и технологии
- Машиностроене и уредостроене
- Транспортна техника и технологии

## Структура
Катедрите в Технически колеж „Джон Атанасов“ са били три
- Електроника, компютърни системи и технологии,
- Машиностроене, уредостроене и автоматизираща техника" и
- Електротехника и енергетика.

## Директори
- гл. ас. Димитър Хаджиев (1986-1990)
- доц. д-р Петър Петров (1990-1993)
- проф. д-р Илия Чалъков (1993-1997)
- доц. д-р инж. Апостол Шепков (1997-2000)
- доц. д-р инж. Катя Стефанова (2000-)

## База
Обучението на студентите се е извършвало в три учебни корпуса:
- 1-ви корпус – ТМТ – 1440 кв. м
- 2-ви корпус – хале – 1350 кв. м
- З-ви корпус – 4 сглобяеми къщи – 1430 кв. м

които са разполагали с 4 аудитории и 35 семинарни и лабораторни зали, 3 компютърни зали.